# Olethrius glabrus
Olethrius glabrus är en skalbaggsart som beskrevs av J. Linsley Gressitt 1956. Olethrius glabrus ingår i släktet Olethrius och familjen långhorningar. Inga underarter finns listade i Catalogue of Life.